# Квічаль тайговий
Квіча́ль тайговий (Zoothera aurea) — вид горобцеподібних птахів родини дроздових (Turdidae). Мешкає в Азії. Раніше вважався конспецифічним зі строкатим квічалем. В Україні рідкісний, залітний вид.

## Опис

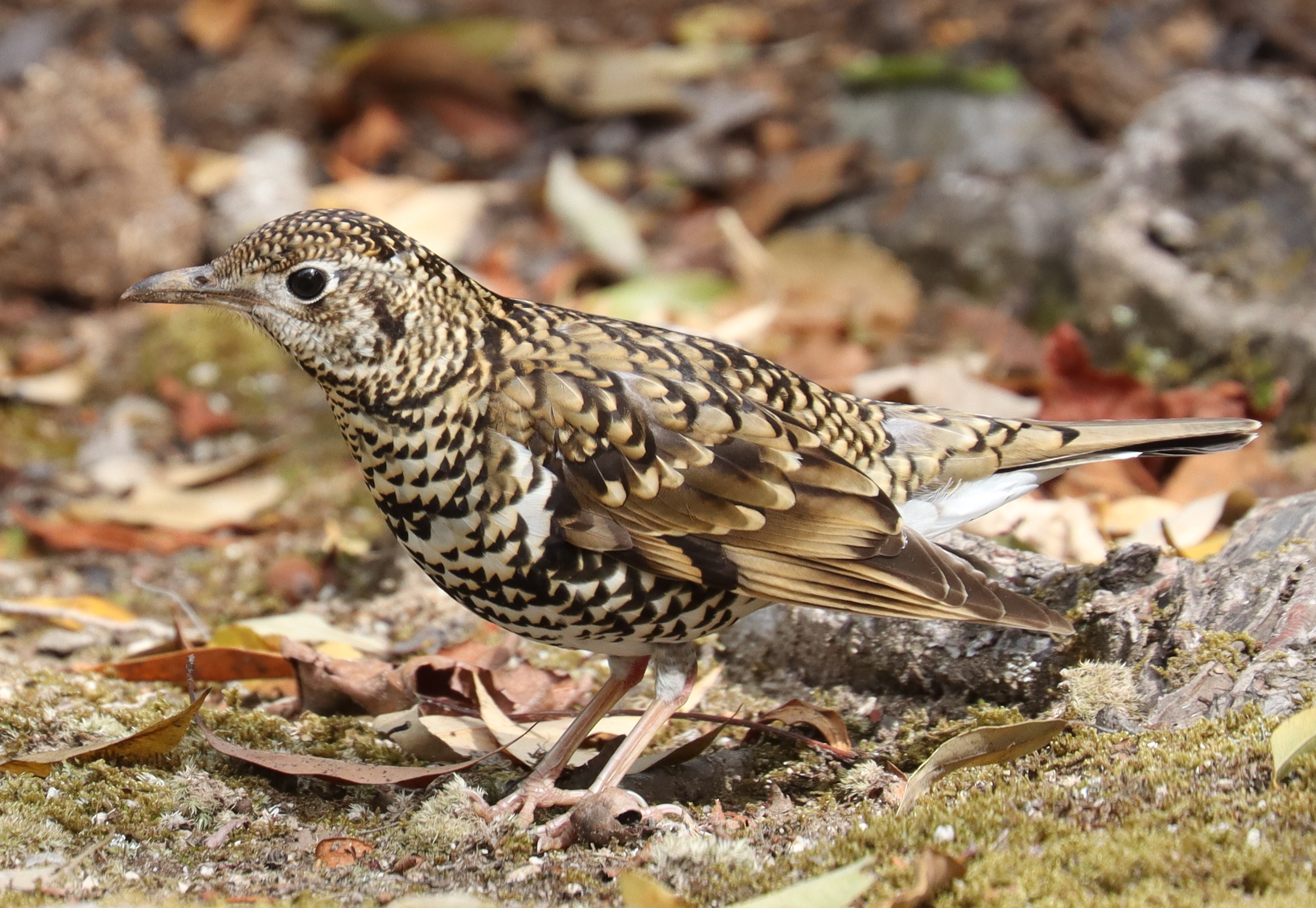
Сибірський квічаль

Довжина птаха становить 27—31 см. Забарвлення строкате, поцятковане чорними лускоподібними плямками. Верхня частина тіла світло-оливково-коричнева, нижня частина тіла жовтувата або білувата. Крила зверху чорно-охристі, знизу білі з помітною чорною смугою, характерною також для сибірського квічаля. На хвості 14 стернових пер.

## Систематика і таксономія
Систематика цього виду спірна. Тайговий квічаль раніше вважався конспецифічним зі строкатим квічалем (Zoothera dauma). Зазвичай дослідники виділяють два підвиди: Z. aurea aurea і Z. aurea toratugumi. Автори Handbook of the Birds of the World (HBW) включають до Z. aurea ще 4 підвиди, яких інші дослідники відносять до Z. dauma: iriomotensis, neilgherriensis, imbricata і horsfieldi. МСОП відносить підвид neilgherriensis до виду Z. dauma. Натомість Міжнародна спілка орнітологів (IOC) виділяє підвиди neilgherriensis і imbricata в окремі види.

### Підвиди
Виділяють два підвиди:
- Z. a. aurea (Holandre, 1825) — гніздяться від Уральських гір до берегів Охотського моря в Східному Сибіру і північної Монголії, також в горах західного Алтаю і західного Тянь-Шаню в Казахстані. Зимують в центральній і південній Японії, південному і південно-східному Китаї, на півночі Південно-Східної Азії та на півночі і заході Філіппін;
- Z. a. toratugumi (Momiyama, 1940) — гніздяться на південному сході Росії, в Кореї, на Сахаліні, на південних Курильських островах та на Японському архіпелазі. Зимують на сході Китаю та на Тайвані.

## Поширення і екологія
Тайгові квічалі гніздяться у східній Палеарктиці, від Сибіру до Маньчжурії, Кореї і Японії. Взимку вони мігрують до Східної і Південно-Східної Азії. Залітні птахи трапляються в Європі, зокрема в Україні.
Тайгові квічалі живуть у тайзі, хвойних і мішаних лісах. У Росії вони зустрічаються в ялинових лісах на берегах річок, у мішаних і широколистяних лісах на гірських схилах, у лісостепу, в модринових, березових і осикових лісах, рідколіссях. У Кореї вони зустрічаються в гірських лісах, в Японії у вологих широколистяних і мішаних лісах з густим підліском, на висоті від 500 до 1600 м над рівнем моря в центральній частині Хонсю, на висоті від 0 до 800 м над рівнем моря на Хоккайдо. В місцях зимкування тайгові квічалі зустрічаються у вічнозелених і хвойних лісах та в бамбукових заростях, а також у парках і садах. Живляться безхребетними. Гніздування в Сибіру починається наприкінці травня, на півночі Кореї воно триває з травня по серпень, в Японії з квітня по серпень. Гніздо відносно велике, чашоподібне, зроблене з моху, гілочок, трави і корінців, розміщується на дереві або в чагарниках, на висоті від 1 до 6 м над землею. В кладці від 3 до 5 яєць.